# Effin
Effin (Iers: Eifinn, wat "plaats van St. Effin" betekent) is een townland en civil parish in County Limerick, Ierland. Effin heeft ongeveer 1000 inwoners en is een barony van Costlea. De stad ligt in het midden van de Golden Vale, een groot stuk glooiend weiland, in de provincie Munster
De stad is genoemd naar St. Eimhin (uitspraak: "Evvinj"). In het verleden werd de stad bestuurd door J. Balie en R. Low. Beiden woonden niet in Effin, maar in respectievelijk Newpark en Maidenhall. 
In november 2011 kwam de stad in opspraak toen enkele inwoners van de stad in een conflict geraakten met Facebook naar aanleiding van het beleid van Facebook. Het bedrijf haalde referenties naar de stad weg van de site en startte vervolgens een onderzoek, omdat de naam "effin" een eufemisme is van "fuck(ing)".